# Uomini d'arme
Uomini d'arme (Men at Arms) è un romanzo fantasy umoristico  del 1993 di Terry Pratchett ambientato nel Mondo Disco.
Costituisce il secondo romanzo di un ciclo dedicato al corpo della Guardia Cittadina, iniziato con A me le guardie!.

## Trama
Ankh-Morpork, la città più importante di Mondo Disco. Qui comincia una nuova avventura dove le situazioni cambiano vorticosamente per poter restare rigorosamente sempre uguali. 
Samuel Vimes, capitano della guardia, si trova di fronte dei nuovi tipi di problemi: sta per sposarsi con Lady Sybil Ramkin, la donna più ricca di Ankh-Morpork, e deve occuparsi dell'arruolamento di nuove reclute, che siano rappresentanti delle minoranze etniche della città - nani, troll, e anche creature di varie tipologie. 
Infine, un essere malvagio sta per commettere una serie di omicidi con una macchina potentissima, fino a quel momento sconosciuta nel mondo Disco: un terminatore (fucile) creato dal geniale inventore Leonardo da Quirm.

## Edizioni

### In italiano
- Terry Pratchett, Uomini d'arme, traduzione di Antonella Pieretti, Salani, 2003,  p. 380, ISBN 88-8451-283-2.
- Terry Pratchett, Uomini d'arme, traduzione di Antonella Pieretti, TEA, 2006,  p. 368, ISBN 978-88-502-1044-2.